# Ander Guevara
Pour les articles homonymes, voir Guevara.
Ander Guevara, né le 7 juillet 1997 à Vitoria-Gasteiz en Espagne, est un footballeur espagnol qui évolue au poste de milieu central au Deportivo Alavés.

## Biographie

### Real Sociedad
Né à Vitoria-Gasteiz en Espagne, Ander Guevara est formé au Deportivo Alavés, avant de rejoindre en 2012 la Real Sociedad, où il poursuit sa formation. Il joue son premier match en professionnel le 26 octobre 2017, à l'occasion d'une rencontre de coupe d'Espagne face à l'Unió Esportiva Lleida. Il entre en jeu en cours de partie ce jour-là, et son équipe s'impose par un but à zéro. 
Guevara est cependant davantage utilisé avec l'équipe réserve que l'équipe première. Il faut attendre le 15 mars 2019 pour le voir débuter en Liga, lors d'une rencontre face au Levante UD. Il est titulaire dans un milieu à trois ce jour-là, et les deux équipes se séparent sur un match nul (1-1). Le 7 juin de la même année, il prolonge son contrat avec son club formateur jusqu'en juin 2024.
Lors de la saison 2019-2020, Ander Guevara s'installe dans l'équipe première et est régulièrement titularisé à partir du mois de décembre. Il se blesse toutefois à la cheville le 23 mai 2020, mais sa blessure étant plus importante que prévu il reste indisponible jusqu'à la fin de la saison.
Il fait son retour à la compétition la saison suivante, en étant titularisé le 20 septembre 2020, lors d'une rencontre de championnat face au Real Madrid, où les deux équipes se neutralisent (0-0). Le 29 octobre 2020, Guevara joue son premier match de coupe d'Europe, à l'occasion d'une rencontre de Ligue Europa face au SSC Naples. Il est titularisé lors de ce match perdu par son équipe (0-1). Guevara inscrit son premier but avec l'équipe première de la Real Sociedad le 11 avril 2021 face au Valence CF, en championnat (2-2 score final).
Guevara remporte son premier trophée avec la Coupe d'Espagne, la finale étant disputée le 3 avril 2021 en raison de la pandémie de Covid-19. Il participe à cette rencontre en entrant en jeu à la place de David Silva, et voit son équipe battre l'Athletic Bilbao sur le score d'un but à zéro.
Le 15 septembre 2022, Guevara marque son premier but en coupe d'Europe lors d'une rencontre de Ligue Europa face à l'Omónia Nicosie. Titulaire, il ouvre le score et participe à la victoire de son équipe (2-1 score final).

### Deportivo Alavés
Le 9 juillet 2023, il quitte son club formateur pour rejoindre le Deportivo Alavés, tout juste promu en première division.
Le 29 octobre 2023, Guevara marque son premier but pour le Deportivo Alavés, à l'occasion d'une rencontre de championnat face à l'Atlético de Madrid. Titulaire, il marque dans les dernières minutes du match mais ne peut empêcher la défaite de son équipe par deux buts à un,.

## Palmarès

### En club
Real Sociedad
- Vainqueur de la Coupe d'Espagne
  - 2020.